# John L. Whetstone
John LaFayette Whetstone (* 30. August 1821 in Cincinnati, Ohio; † 1. Mai 1902 ebenda) war ein US-amerikanischer Maschinenbauingenieur.

## Leben
John L. Whetstone Jr. war eines von dreizehn Kindern des methodistischen Zimmermanns John LaFayette Whetstone Sr. (1788–1874) und dessen Ehefrau Julia Maria, geborene Hopkins (1793–1869). In seiner Jugend zeigte er großes Interesse für Bildende Kunst. Insbesondere beschäftigte er sich mit der Bildhauerei und mit Lithografie. Am 18. Oktober 1838 gründete er im Alter von 17 Jahren zusammen mit dem 18-jährigen Maler Godfrey Frankenstein die Academy of Fine Arts in Cincinnati. Ihrer Akademie, der Frankenstein als Präsident vorstand und Whetstone als Sekretär diente, war mangels Struktur und finanzieller Ressourcen allerdings kein dauerhafter Bestand beschieden. Mindestens bis 1841 blieb ihre Akademie durch Ausstellungsprojekte aktiv. Mit Frankenstein, der auch ein Bildnis von ihm malte, blieb er bis zu dessen Tod im Jahr 1873 eng befreundet.
Vater John L. Whetstone Sr. lenkte das Interesse seines Sohns auf das Gebiet der Mechanik, dem er sich John L. Whetstone Jr. mit großer Begabung annahm. Er wurde Mitglied im Ohio Mechanics’ Institute, einer Nonprofit-Organisation zur Ausbildung von Mechanikern in Cincinnati, in der er von 1846 bis 1854 als „Officer“ Vorstandsfunktionen bekleidete. 1843 meldete er mit Peter C. Guion ein Patent auf eine Verbesserung an Verschlüssen („Fasteners“) an, 1846 auf eine Verbesserung an Türschlössern.

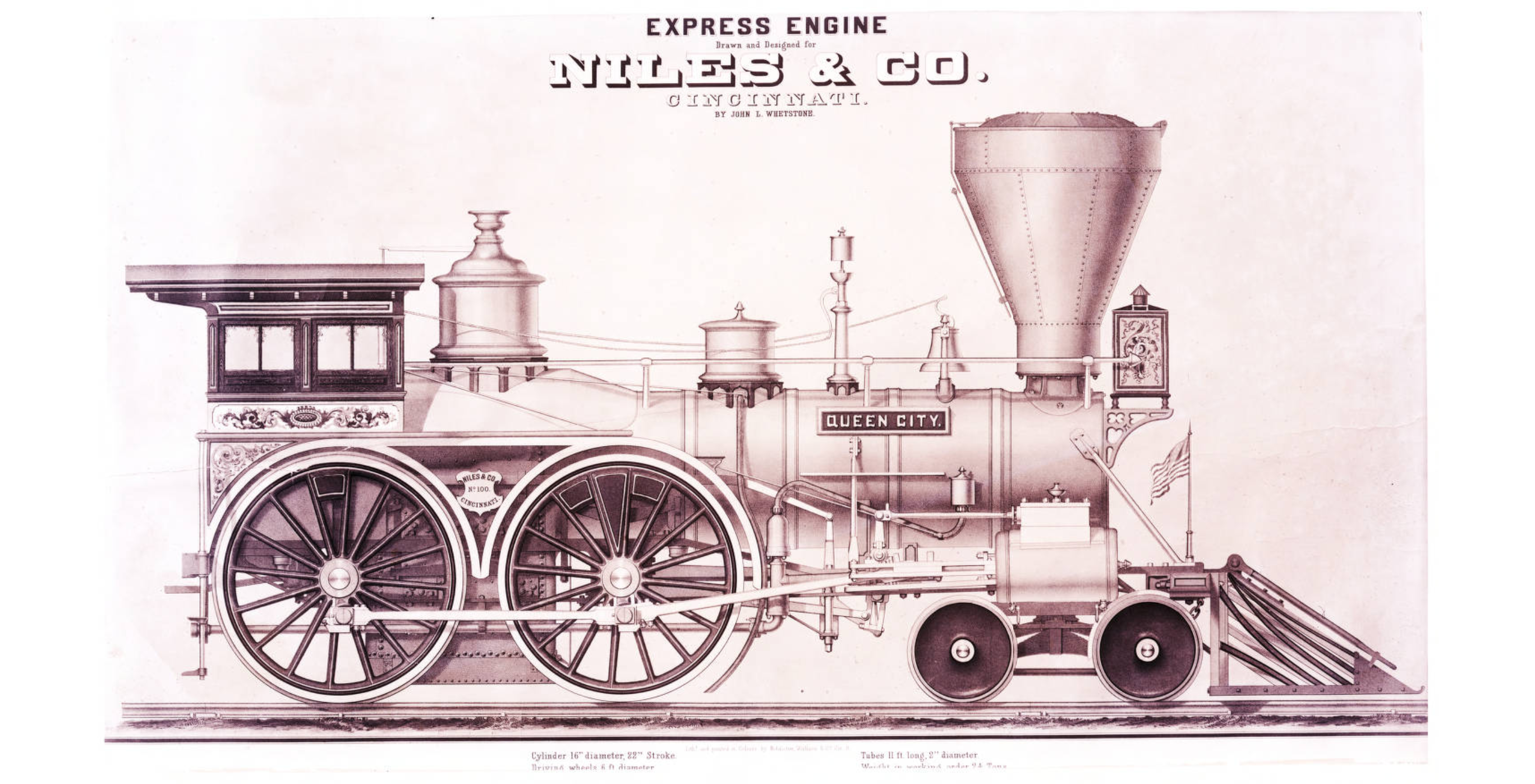
Queen City, Niles & Co. Locomotive No. 100, Entwurf und Lithografie von John L. Whetstone, 1850er Jahre

Spätestens Ende der 1840er Jahre bis zum Anfang der 1850er Jahre arbeitete er mit den Brüdern George Escol Sellers (1808–1899) und Coleman Sellers (1827–1907) zusammen. 1847/1848 hatten sie eine Dampfmaschinensteuerung für Lokomotiven entwickelt, ähnlich der einer Walschaerts-Steuerung. Coleman Sellers und Whetstone begannen damit, Französisch zu lernen, um die Entwicklung in Frankreich vorzustellen. Wegen der Februarrevolution 1848 ließen sie diesen Plan fallen, stattdessen stellten sie ihre Dampfmaschine im August 1848 in New York City vor. Zur Präsentation waren Eisenbahn-Fachleute geladen, unter anderem Benjamin Latrobe, Syndikus der Baltimore and Ohio Railroad, und William Norris (1802–1867), Gründer der Norris Locomotive Works. Aus den geknüpften Kontakten entwickelte sich in den folgenden Monaten ein Auftrag zum Bau von Lokomotiven für die Panama Canal Railway, an deren Entwicklung Whetstone Anfang der 1850er Jahre maßgeblich mitwirkte, ehe er als Nachfolger von Zadock H. Mann Chefentwickler bei dem Lokomotivenbauer Niles & Co. in Cincinnati wurde. Auch dort wurde die maßgeblich von Whetstone entwickelte Dampfmaschinensteuerung in Lokomotiven verbaut. Auf Coleman Sellers’ Empfehlung fertigte Whetstone später eine präzise mechanische Beschreibung seiner Entwicklung, die 1882 im Journal of the Franklin Institute sowie in der Zeitschrift Mechanics veröffentlicht wurde. Als Chefingenieur bei Niles entwickelte er weitere Innovationen an Dampfmaschinen, die er mit US-Patenten schützen ließ (Patent Nr. 27850 vom 10. April 1860 und Patent Nr. 33760 vom 19. November 1861). In späteren Jahren handelte er mit Leinsamen.
1864 heiratete Whetstone Sarah M. Young (1833–1906), die Tochter eines methodistischen Geistlichen. Das Paar hatte keine Kinder. Vor dem Sezessionskrieg war Whetstone ein großzügiger Unterstützer der Abolitionismus und der Underground Railroad. Mit Levi Coffin, ihrer Hauptfigur, war er persönlich befreundet. In den Genuss seiner Philanthropie kamen nicht nur das Ohio Mechanics’ Institute, sondern zahlreiche weitere Institutionen sowie die Bischöfliche Methodistenkirche, der er angehörte. Er starb im Alter von 80 Jahren in Cincinnati wurde dort auf der Spring Grove Cemetery bestattet.